# Szyla
Szyla (ros. Шиля) – wieś w Rosji, w Kraju Zabajkalskim, w rejonie chiłockim. W 2010 liczyła 180 mieszkańców, głównie Buriatów.